# Rivula albolividalis
Rivula albolividalis är en fjärilsart som beskrevs av Schille 1926. Rivula albolividalis ingår i släktet Rivula och familjen nattflyn. Inga underarter finns listade.